# Боулинг

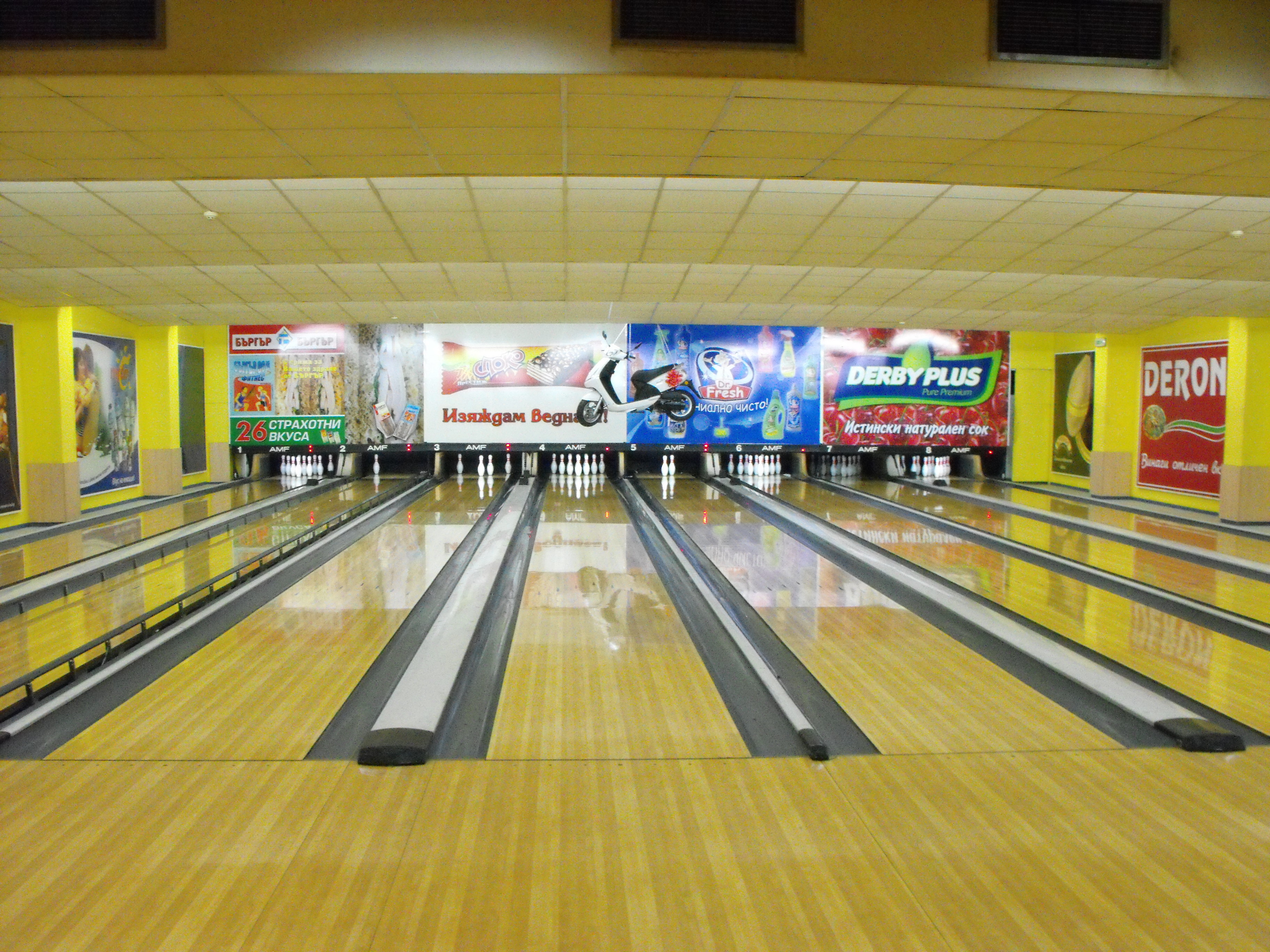
Дорожки для боулинга, в том числе с бортами для детей (дорожка № 2)

Боулинг (от англ. to bowl — катить) — спортивная игра в шары, которая произошла от игры в кегли. Цель игры — с помощью как можно меньшего количества пускаемых руками шаров сбить кегли, установленные особым образом в конце безбортовой дорожки.
В мире существует много разновидностей боулинга: 5-кегельный боулинг отличается от 10-кегельного не только количеством кеглей, но и, например, количеством бросков в каждом фрейме, а также различной игровой ценностью кеглей; кэндлпин-боулинг отличается формой кеглей, которые напоминают свечи; дакпин-боулинг также отличается формой кеглей, они похожи на уточек, меньше по размеру и очень устойчивы, при этом шары легче; скиттлз и другие виды.
Однако самый распространённый в мире вариант — это 10-кегельный боулинг (Tenpin), в котором кегли установлены в виде треугольника, по правилам, принятым в 1895 году первой профессиональной ассоциацией игроков — «Американским конгрессом боулинга».
Игра весьма популярна в США, — эта страна лидирует по количеству дорожек в расчёте на одного жителя (1/2 250); по этому показателю за США следуют страны Британского Содружества, Скандинавии и Япония. Всего в 120 странах мира по данным на 2007 год насчитывалось порядка 10 миллионов постоянных игроков в боулинг. Игроки объединяются в клубы, клубы — в различные ассоциации, которые, в свою очередь, организовывают национальные и международные турниры.
Самой крупной и авторитетной ассоциацией является Международная федерация боулинга, объединяющая федерации 134 стран. Федерация признана официальным регулятором и устанавливает правила и стандарты оборудования для 10- и 9-кегельного боулинга во всём мире. Чемпионаты WB проводятся раз в 2 года.

## История
Прототипы игры в боулинг, — то есть некий круглый, достаточно тяжёлый снаряд, рассчитанный скорее на катание, чем на бросок, с набором однотипных мишеней, — археологи и этнографы обнаруживают в различных частях света: в Индии и в Финляндии, в Йемене и в Полинезии. Самым древним экземпляром протобоулинга считается игровой комплект, найденный в 1930 году в захоронении подростка додинастической эпохи в Египте и датируемый 3200 годом до н. э. Древнейшее помещение, оборудованное под игру, похожую на боулинг, обнаружено тоже в Египте, в Каире, в 2007 году — постройка датируется 2000 годом до н. э.
Однако родиной современного боулинга следует считать местности Верхней Германии, — о существовании здесь деревянных колышков (Kegel) и каменного шара для их выбивания (Kugel) имеются свидетельства уже для III века н. э. Поначалу они использовались в религиозных ритуалах: сбивавший колышек освобождался от греха. Постепенно ритуал десакрализовался и развился в забаву, полюбившуюся многим немецкоязычным народам. Во времена Великого переселения, скорее всего, эта игра распространилась по всей Европе: к концу средних веков под родственными названиями она известна во Франции, Испании, Италии, в Нидерландах, в Дании и Англии. Правила и оснастка игры при этом варьировались не только от страны к стране, но и от города к городу, из-за чего, очевидно, и сложилось её современное разнообразие: только в 9-кегельном боулинге насчитывается около ста вариантов игры.

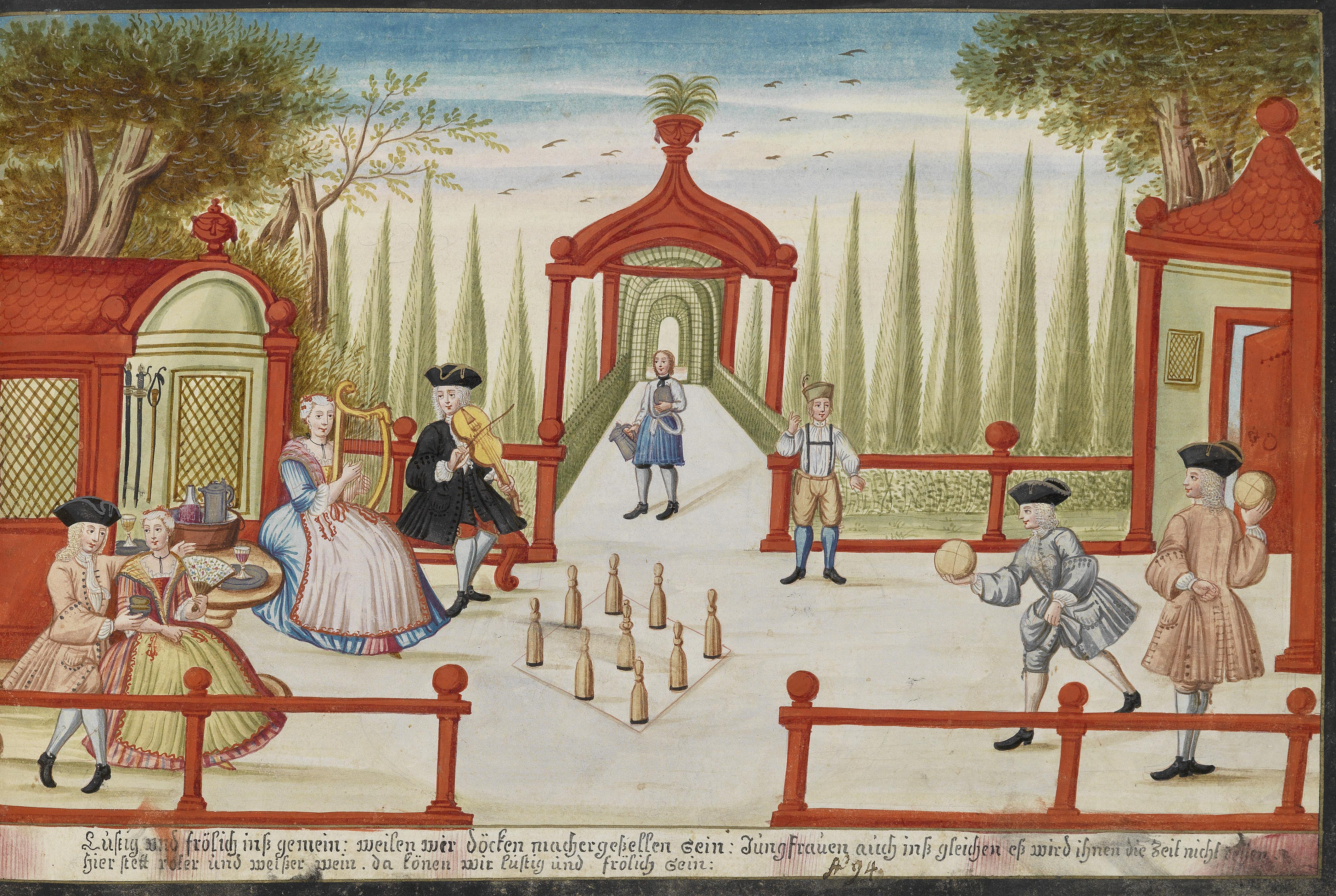
Игра в кегли. Миниатюра, Германия, 1736

Старейшая в мире и до сих пор действующая площадка для игры в боулинг находится в Англии, в Саутгемптоне, — утверждается, что как таковая она использовалась ещё в 1299 году. А в 1366 году король Англии Эдуард III уже был вынужден запретить «шары на траве» в своих войсках, побуждая слишком азартных солдат посвятить освободившееся время более полезным упражнениям в стрельбе из лука.
В XVI веке разновидности боулинга, особенно 9-кегельного, становятся всеобщим увлечением народов, живущих в бассейне Северного моря. В неё играют все — крестьяне и рабочие, солдаты и матросы, дворяне и короли, — англичане, голландцы, датчане, немцы, французы. Причём, зачастую в ущерб своим прямым обязанностям и кошельку. Король Англии Генрих VIII, сам страстный игрок, издал указ, запрещавший играть в «шары на траве» всем, кроме состоятельных граждан, поскольку в войсках и среди рабочего люда расшатывалась дисциплина. Об этом же монархе говорится, что он придумал использовать в качестве шара пушечные ядра.
В то же время, имеются сведения, что именно великий современник Генриха VIII, немецкий религиозный реформатор Мартин Лютер, якобы зафиксировал название игры «кегли» и установил число кегель в игре, равным 9, как оптимальное. Также, и о знаменитом английском корсаре Фрэнсисе Дрейке рассказывают, что новость о приближении врагов застала его в середине партии в боулинг, в ответ на которую он якобы сказал: «Ещё достаточно времени, чтобы победить… и испанцев тоже!». А о младшем современнике Дрейка, набожном короле Якове I, говорят, что, боясь греха, он избегал играть во многие игры, но для боулинга делал исключения.
Таким образом, вполне закономерно, что в эпоху колонизации Америки вместе с колонистами в Новый свет перебралась и популярная игра. Старейший парк на Манхеттене в Нью-Йорке так и называется «Боулинговая поляна» (Bowling Green), как и восемь городов в «старых штатах» США. Особенной приверженностью отличались переселенцы из Голландии и германских княжеств.

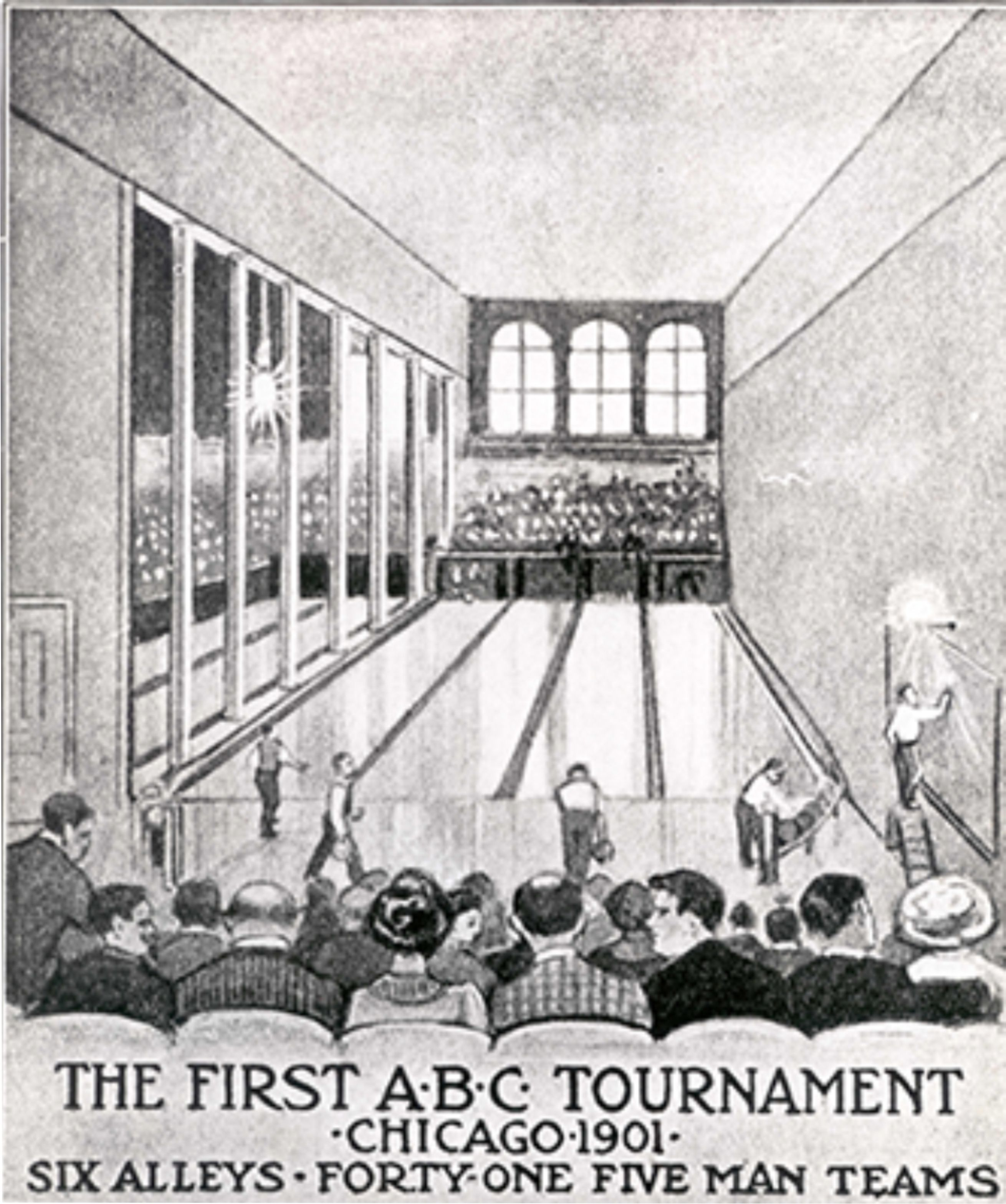
«Первый чемпионат А. К. Б.
6 дорожек. 41 команда по 5 человек». Афиша, Чикаго, 1901

Ко второй четверти XIX века игра в боулинг в Америке приняла настолько явный азартный характер, чреватый потасовками, горестями и плутовством, что сначала игра была запрещена в штате Кентукки, затем в штате Нью-Йорк, а в 1870 году — на территории всех Соединённых Штатов Америки. Вместе с этими запретами появился и стал быстро распространяться 10-кегельный боулинг (tenpin), формально не подпадавший под закон. Кегли в нём расставлялись не ромбом, как при 9 кеглях, а треугольником. Постепенно количество отличий увеличилось. К концу XIX века этот 10-кегельный вариант (тенпин) почти полностью вытеснил в США 9-кегельный.
И хотя происхождение «десятой кегли» у США оспариваются Англией и Шотландией, родиной самой популярной версии боулинга справедливо будет считать США, поскольку именно здесь в 1895 году «Американским конгрессом боулинга» были установлены официальные стандарты на кегли, дорожки и шары и выработаны единые правила игры в тенпин; а также проведён первый в мировой истории чемпионат (Чикаго, 1901).
В конце 30-х годов XX века в США на заводе AMF (American Machinery and Foundry) Готтфрид Шмидт (англ. Gottfried Schmidt) изобрёл оборудование для автоматического выставления кеглей и возврата шара — пинсеттер (англ. pinsetter). Следующим толчком в развитии индустрии боулинга стало введение автоматической системы подсчёта очков в 1970-х годах.

## Правила

Нумерация кеглей в боулинге

Одна партия состоит из 10 фреймов. В каждом фрейме у игрока есть два броска. Если игрок сбивает все 10 кеглей первым броском, такой бросок называется страйк (англ. strike — удар) и обозначается «Х». Если игрок сбивает все 10 кеглей за два броска, такой бросок называется спэр (англ. spare — запасной) и обозначается «/». Если в результате первого во фрейме броска остаются несоседние кегли, например угловые 7 и 10, такая комбинация называется сплит (англ. split — расколотый) и обозначается {\displaystyle \circledS }, где S — это количество сбитых кеглей. За «конвертацию» сплита, то есть спэр при сплите, дополнительные очки, кроме как за спэр, не начисляются. Если после двух бросков остаются несбитые кегли, такой фрейм называется «открытым».
Если во фрейме страйк, сумма очков за этот фрейм будет равна количеству сбитых кеглей в этом фрейме (10 кеглей) плюс количество фактически сбитых кеглей за два следующих броска (в одном или двух фреймах, в зависимости от того, был ли страйк в следующем броске). Если во фрейме сбит спэр, то сумма очков будет равна количеству сбитых кеглей в этом фрейме (10 кеглей) плюс количество фактически сбитых кеглей за первый бросок в следующем фрейме. Если фрейм остался открытым, то сумма очков будет равна количеству сбитых кеглей в этом фрейме.
Поскольку количество очков во фрейме, в случае страйка и спэр, зависит не только от бросков в этом фрейме, но и от следующих бросков, особый статус получает последний, 10-й, фрейм. Если в десятом фрейме первым броском выбивается страйк, игрок может сделать ещё два броска в этом же фрейме. Если в десятом фрейме удаётся спэр, игрок может сделать ещё один бросок. К спэр и страйкам в 10-м фрейме не применяются указанные выше правила, поскольку нет следующего фрейма. Если за два первых броска в десятом фрейме остаются несбитые кегли, и фрейм получается открытым, игра заканчивается.
Таким образом, максимальное количество очков в одной партии — 300, поскольку максимально в каждом фрейме можно заработать 30 очков (10 очков за страйк в этом фрейме плюс 20 очков за страйки в следующих двух бросках). В профессиональных лигах, например PBA (англ.), у лучших игроков среднее количество очков, набираемых за партию, обычно не ниже 200.
Два подряд страйка называются «дабл» (англ. double — двойной), три — «тёрки» (англ. turkey — индейка), четыре — «хэмбоун» (англ. hambone — окорок).

## Оборудование

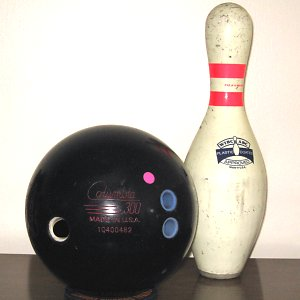
Профессиональный шар и кегля для боулинга

Официальные соревнования по боулингу с использованием комплекта из 10 кеглей проводятся только на специальном оборудовании, которое соответствует всем спецификациям и стандартам Международной федерации боулинга (World Bowling; WB).
В России требования к оборудованию установлены Приказом Министерства спорта РФ № 742 от 2 сентября 2014 г. В случае спортивной ситуации, не описанной в данном Приказе, применяются правила и стандарты WB.

### Дорожки
Дорожки возникли в уличной версии игры, — в помещениях, как правило, довольствовались полом. Дорожки попроще делались из прочной глины или сланцев, а подороже — из досок сосны и клёна толщиной 1 дюйм и шириной 3; у богачей доски укладывались на ребро особой чередой и плотно стягивались «с мастерством паркетчика», бедняки же могли сэкономить, уложив подручные доски плашмя. Над дорожкой мог устанавливаться навес от солнца и дождя. В конце дорожки предусматривалось место для «боя» (boy), собирающего и ставящего сбитые кегли, ведущего счёт и возвращающего шары по специальному жёлобу.
Современные дорожки изготавливаются в основном из сверхпрочных синтетических материалов, также допускаются изготовленные из древесины и покрытые строго регламентированным WB лаком.
В современном боулинге длина дорожки от линии заступа до центральной оси кегли № 1 составляет 60 футов ± 1/2 дюйма (18288 ± 13 мм), от оси кегли № 1 до заднего края — 34 3/16 дюйма ± 1/16 дюйма (868,5 ± 1,5 мм), при этом общая длина от линии заступа до заднего края не имеет допусков (эталонная) и составляет 62 фута 10 3/16 дюйма (19156 мм точно).
Ширина дорожки составляет 41 1/2 дюйма ± 1/2 дюйма (1054 ± 12,7 мм).
В понятие дорожки включаются также участок подхода, линия заступа, плоские желоба, отбойники, площадка для кеглей, задний борт, шахта для сброса кеглей, автоматическое устройство установки кеглей, разметка и указатели. Их форма, размеры, количество, способ изготовления и все промежуточные расстояния строго регламентированы и часто не имеют допусков, либо имеют минимальные. К примеру, «ориентиры» в зоне подхода должны быть круглыми, но не более 3/4 дюйма (19 мм), а линия заступа должна быть не менее 3/8 дюйма (9,5 мм), но и не более 1 (25,4 мм).
Также контролируются наклон дорожки, её поверхность и сила трения, отклонения в которых не допускаются.
Перед соревнованиями в обязательном порядке проводятся лабораторные измерения всех контрольных параметров дорожки.

### Кегли
До 1895 года, когда материал, размеры и масса кеглей были впервые стандартизированы, кегли имелись во всём возможном разнообразии: глиняные, деревянные, каменные, — самых прихотливых форм. В современном боулинге все характеристики (даже наличие изображений и толщина слоя краски) регламентируются. Однако допускаются некоторые поблажки, особенно в отношении новых технологий или престижа крупных производителей. В Российских правилах, установленных специальным Приказом Министерства спорта, наоборот, в отношении к стандарту кеглей придерживаются консервативного подхода. Так, применение набора цветных кеглей и кеглей не из дерева по российским правилам допускается только в соревнованиях, организуемых Международной федерацией боулинга.
Изготавливаются кегли из твёрдого клёна, — из цельного куска или из нескольких слоёв. Масса стандартной кегли вместе с покрытиями должна составлять не менее чем 3 фунта и 6 унций (1531 г) и не более чем 3 фунта и 10 унций (1645 г). Высота кегли должна быть 15 ± 1/32 дюйма (380—382 мм). Радиус закругления равномерной дуги в верхней части кегли — 1,273 дюйма ± 1/32 дюйма (31,5 — 33 мм).
На высоте 4,5 дюйма (114 мм) над основанием кегли её диаметр должен составлять 4,755 — 4,797 дюйма (121—122 мм). Такая точность важна потому, что от неё зависит центр тяжести кегли и, следовательно, её устойчивость, влияющая на всю игру. Параметры кегли рассчитаны таким образом, чтобы каждая из них оказывала 24%-ное сопротивление массе самого тяжёлого шара, составляющей, согласно правилам, 16 фунтов (7,5 кг).
Допускается разумный износ кеглей, очистка грязи и осколков металлической мочалкой (скрабом) или наждачной бумагой, заплатки пластикового покрытия, — при условии, что все эти действия обеспечивают одинаковый внешний вид кеглей в комплекте, и выполнены в пределах предписаний стандартов WB.

### Шары

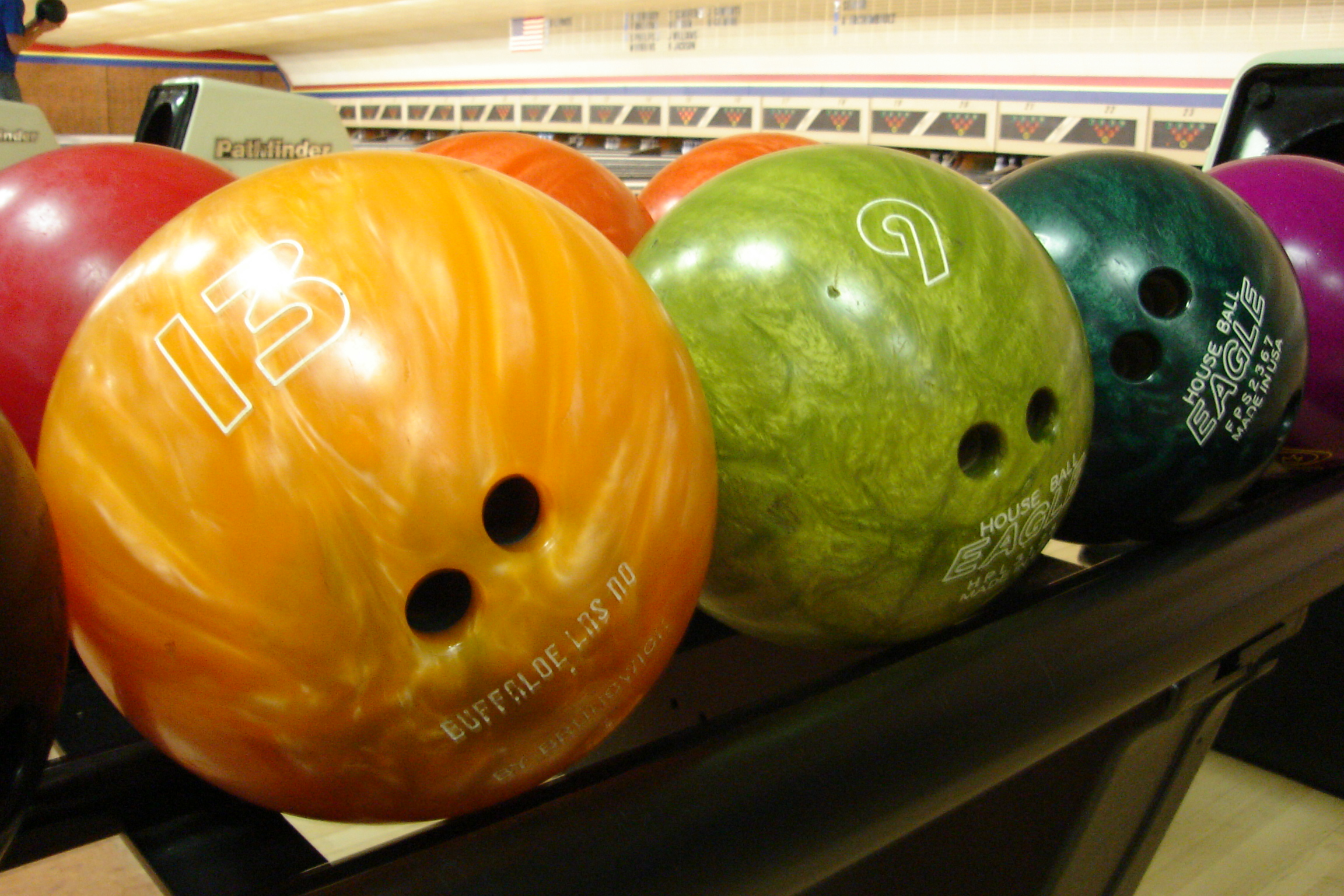
Прокатные шары («хаус-боллы»)

С древности и до 1895 года, времени утверждения первых официальных правил, шары изготавливались из произвольных материалов и самых различных размеров. К XIX веку опытным путём оптимальным был признан шар из бакаута, — исключительно полезной, редкой по твёрдости и прочности древесины. За удивительные свойства бакаут называли «lignum vitae» (лат. дерево жизни), «palo santo» (исп. святое дерево), «greenheart» (англ. зелёное сердце). Очевидно, что стоимость шара из такой ценной древесины вполне соответствовала редкости материала.

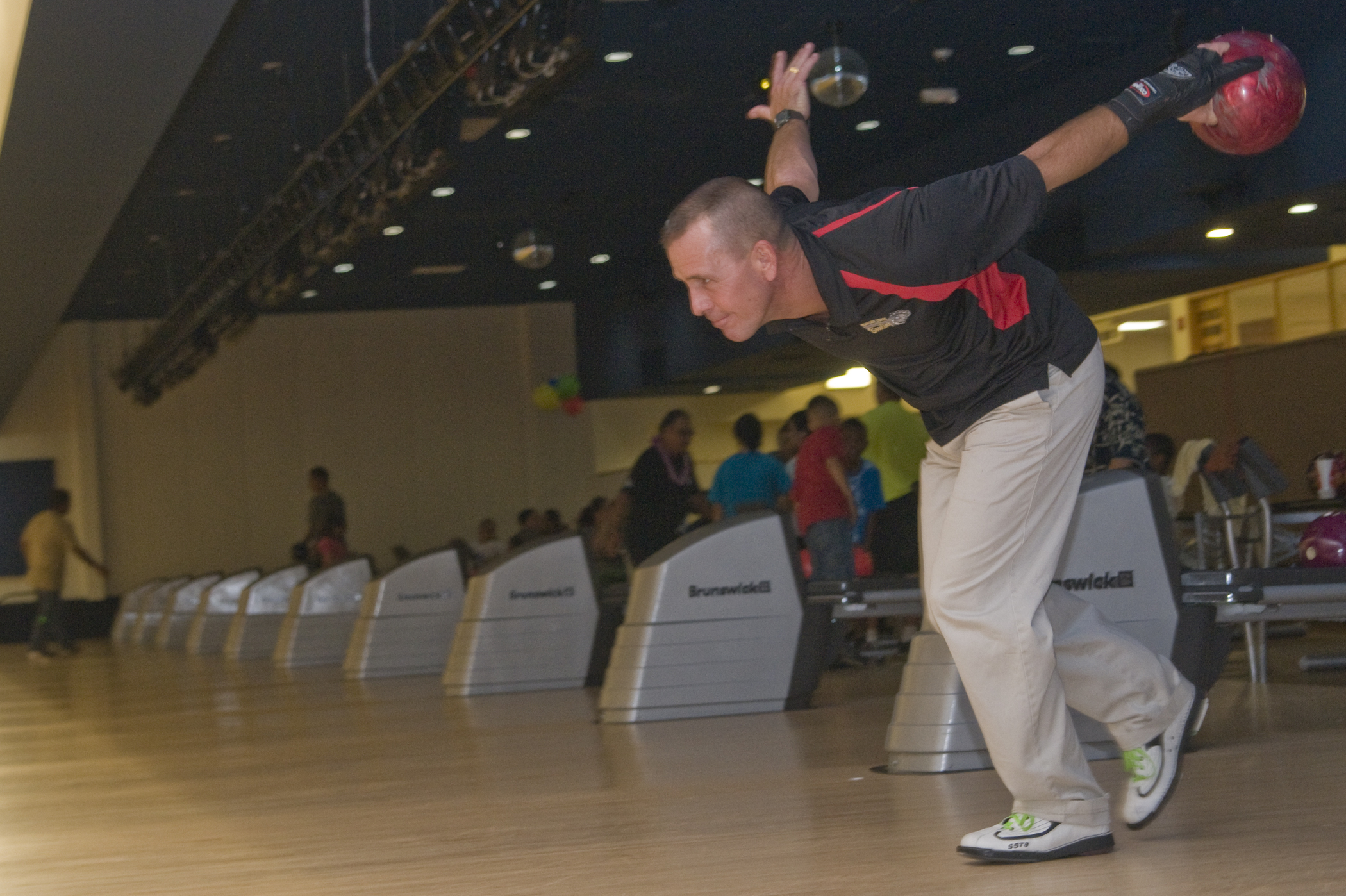
Техника разбега и броска шара

В 1905 году появился первый приемлемый заменитель слишком дорогого бакаута — натуральная резина (Evertrue). В 1911 году её удалось заменить ещё более дешёвой резиной синтетической (Mineralite), преобладавшей в качестве основного материала для шаров боулинга вплоть до 1970-х, — эры синтетических полимеров.
По состоянию на 2015 год, по действующим российским правилам, к игре допускаются шары, изготовленные не раньше 1 января 1991 года. Шары изготавливаются из полиэстера (в обиходе — пластик — материал прокатных шаров) и различных модификаций полиуретана («реактивная смола», эпоксидная смола, полиуретан с добавлением частичек кварца и др. — материалы профессиональных шаров).

Профессиональные шары отличаются от прокатных (предоставляемых для игры боулинг-центрами) не только материалом, но и структурой. Её неоднородность за счёт наличия ядра обеспечивает смещение центра тяжести шара относительно его геометрического центра, увеличивающее вращение шара и потенциал дугообразного движения («хука») от края дорожки в «карман» — область между первой и третьей кеглей (для правшей) или первой и второй кеглей (для левшей). 

Структура профессиональных шаров

Кроме того, отверстия для пальцев в профессиональных шарах высверливаются индивидуально таким образом, чтобы средний и безымянный пальцы входили в шар только по первую фалангу.
Масса шара в фунтах (1 фунт равен 453,6 г) обозначается числом на его поверхности. Таким образом, самый лёгкий шар — «шестёрка» — весит 2,7 кг, а самый тяжёлый, с номером 16, — 7,3 кг. Как правило, в боулинг-центрах прокатные шары одной массы имеют одинаковый цвет. Диаметр шара для боулинга должен составлять от 8,5 до 8,595 дюйма, то есть 21,59-21,83 см.

## Виды боулинга (тенпин)
Астурийский боулинг — первые известия о боулинге в Астурии относятся к 1495 году.
При игре в тенпин-боулинг с друзьями можно попробовать отойти от правил, выдумывая свои, — для радостей эксперимента и освобождения фантазии. Известны несколько удачных опытов, со временем получивших признание игроков. Вот некоторые из них:
1. «Лоу бол» (Low Ball) — задача: при том же количестве фреймов и подходов набрать как можно меньше очков. Страйк и спэр считаются, как обычно. Промах на первом шаре считается как страйк. Если второй шар брошен, но сбивает не все кегли, не(?) попадая в жёлоб, он считается как спэр. По крайней мере одна кегля должна быть сбита за подход. Промах на втором шаре считается как страйк. Идеальный счёт — 20 (по одной кегле за подход в 10 фреймах).
2. «Байрут боулинг» (Byroute Bowling) — командная игра на двух дорожках. Задача: каждый игрок команды должен как можно быстрее выбить страйк. В начале игры по одному игроку от каждой команды подходят к своим дорожкам, пока один из них не выбьет страйк, выбившего тут же сменяет другой участник его команды. Количество подходов не ограничено.
3. «3-6-9» — обычная игра, в которой, однако, в 3, 6, и 9 фреймах заранее считается страйк.
4. «Лайт страйк» (Light Strike) — обычная игра, однако страйком считаются и 9 (вариант — 8) кеглей; сплит без главной кегли (№ 1) считается как спэр.
5. «21» — обычная игра, однако за гейм игрок обязан выбрать фрейм, чтобы подойти третий раз. Это может быть любой фрейм, кроме десятого, причём, использовать дополнительный подход игрок обязан.
6. «Бэйкер» (Baker) — игра команд по 5 человек на две (вариант — одну) дорожки. Первые игроки подходят на 1 и 5 фреймы, вторые — на 2 и 6 и т. д. Если в команде меньше или больше 5 человек, какие-то игроки подходят чаще или реже.
7. «Шотландская парочка» — играют два игрока на одной дорожке, причём первый подходит только к первым броскам во фрейме, а второй — только ко вторым. Через гейм очерёдность меняется.

## Боулинг в России
Хотя в Российской империи и в СССР о существовании 10-кегельного боулинга было хорошо известно, как вид спорта и отдыха он никакого развития практически не получил. Лишь в 1987 году усилиями горстки энтузиастов в Москве была учреждена первая ассоциация любителей этой игры — Федерация спортивного боулинга России. Насчитывалось менее десятка клубов и около 40 дорожек. В апреле 1998 года этой федерацией был организован Первый чемпионат страны. Игра стала довольно быстро распространяться, какое-то время будучи даже своего рода модой. Всего за десять лет в России появилось около 490 боулинг-клубов и было оборудовано почти 3,5 тысячи дорожек. С другой стороны, чтобы достичь среднего по миру уровня развития, по подсчётам специалистов, дорожек для боулинга в России должно быть оборудовано не менее восьми тысяч.